# Francis Gag
Pour les articles homonymes, voir Gag.
Francis Gag, de son vrai nom Francis Gagliolo, est un écrivain français (1900-1988). Il est né et a vécu toute sa vie à Nice, et écrivait en niçois.

## Biographie
Né à Nice (Alpes-Maritimes), Gag a toujours parlé et prôné l'utilisation du niçois.
Dès 1922, il écrit sa première de théâtre Lou sartre matafiéu. Plus tard, vers les années 1930, il crée sa propre troupe, avec laquelle il joue notamment La pignata d’or en 1936, et Lou vin dei padre en 1937.
Avec la Seconde Guerre mondiale lui vient l'idée de créer un personnage commun, drôle et identifiable par tous : Tanta Vitourina. Il y fera référence dans ses Minutes sur Radio-Nice et sur Radio Monte-Carlo. Ces minutes étaient, comme leur nom l'indique, des textes niçois courts qui traitaient d'un sujet drôle ou d'actualité. Pour les réaliser, Francis Gag interviewait ses amis, des gens dans la rue, et leur demandait leur avis, leurs expériences et leur quotidien, ce qui faisait que chacun se sentait concerné par ces histoires.
En 1956, il crée une troupe de danse traditionnelle, Nice la Belle, qui représentait sa ville lorsqu'il s'y passait des évènements. À 64 ans, il écrit La marche à la crèche puis, en 1981, Segne Blai e Guilhaumeta. Il meurt à 88 ans, alors qu'on venait d'inaugurer un théâtre à son nom.
Francis Gag tournait avec ses personnages et son Pastrouil dans les fêtes des villages du Sud-Est (Les Festins) avec une première partie de variétés, numéros visuels, chanteurs, orchestre, en particulier avec le Trio Jean-David et, au piano, Pierre Philippe Beauzun, qui eut par la suite une carrière de concertiste, compositeur, chef d'orchestre, chef de chœurs, et bien sûr en vedettes Tante Victorine et Barbarin toujours très attendus le succès était garanti.
Francis Gag fut élu Majoral du Félibrige en 1960 (Cigalo de Camp-Cabèu).
Il est le père de Pierre-Louis Gag, comédien français né à Nice en 1936.

## Publication
- Francis Gag (préface de Barthélémy Taladoire), Théâtre niçois, illustrations d'Emmanuel Bellini, Éditions Taranty, Nice, 1970.